# Перепьолкіна Олена Іванівна
Олена Іванівна Перепьолкіна (рос. Елена Ивановна Перепелкина; нар. 24 січня 1982, селище Пушне, Виборзький район, Ленінградська область) — російська борчиня вільного стилю, дворазова бронзова призерка чемпіонатів світу, переможниця та срібна призерка чемпіонатів Європи, переможниця та триразова срібна призерка Кубків світу, учасниця Олімпійських ігор. Заслужений майстер спорту Росії з вільної боротьби.

## Біографія
Боротьбою почала займатися з 1994 року. ЇЇ першим наставником був батько — Іван Перепьолкін, майстер спорту з греко-римської боротьби. У 1997-му році вона була включена до складу національної збірної команди Росії. У 1998 і 1999 ставала чемпіонкою світу серед кадетів, у 1999 і 2002 — чемпіонкою Європи серед юніорів. Чемпіонка Росії (2002, 2004 — до 67 кг; 2008, 2009 — до 72 кг; 2017 — до 75 кг).
Срібна (2007, 2011 — до 72 кг; 2014, 2016 — до 75 кг) та бронзова (2010 — до 67 кг; 2012 — до 72 кг; 2015 — до 75 кг) призерка чемпіонатів Росії. Виступала за борцівський клуб «Локомотив» Санкт-Петербург.
Закінчила Санкт-Петербурзький державний університет шляхів сполучення.

## Виступи на Олімпіадах
| Змагання                    | Збірна | Вагова категорія          | Місце |
| --------------------------- | ------ | ------------------------- | ----- |
| Літні Олімпійські ігри 2008 | Росія  | жіноча боротьба, до 72 кг | 11    |

### Виступи на Чемпіонатах світу
| Змагання                        | Збірна | Вагова категорія          | Місце  |
| ------------------------------- | ------ | ------------------------- | ------ |
| Чемпіонат світу з боротьби 2002 | Росія  | жіноча боротьба, до 67 кг | 9      |
| Чемпіонат світу з боротьби 2005 | Росія  | жіноча боротьба, до 67 кг | Бронза |
| Чемпіонат світу з боротьби 2006 | Росія  | жіноча боротьба, до 72 кг | Бронза |
| Чемпіонат світу з боротьби 2009 | Росія  | жіноча боротьба, до 72 кг | 11     |
| Чемпіонат світу з боротьби 2017 | Росія  | жіноча боротьба, до 75 кг | 21     |

### Виступи на Чемпіонатах Європи
| Змагання                         | Збірна | Вагова категорія          | Місце  |
| -------------------------------- | ------ | ------------------------- | ------ |
| Чемпіонат Європи з боротьби 2005 | Росія  | жіноча боротьба, до 67 кг | Срібло |
| Чемпіонат Європи з боротьби 2006 | Росія  | жіноча боротьба, до 67 кг | Золото |
| Чемпіонат Європи з боротьби 2018 | Росія  | жіноча боротьба, до 72 кг | 5      |

### Виступи на Кубках світу
| Змагання                    | Збірна | Вагова категорія          | Місце  |
| --------------------------- | ------ | ------------------------- | ------ |
| Кубок світу з боротьби 2002 | Росія  | жіноча боротьба, до 67 кг | Срібло |
| Кубок світу з боротьби 2004 | Росія  | жіноча боротьба, до 67 кг | Золото |
| Кубок світу з боротьби 2005 | Росія  | жіноча боротьба, до 67 кг | 7      |
| Кубок світу з боротьби 2005 | Росія  | жіноча боротьба, до 72 кг | 7      |
| Кубок світу з боротьби 2006 | Росія  | жіноча боротьба, до 67 кг | Срібло |
| Кубок світу з боротьби 2007 | Росія  | жіноча боротьба, до 67 кг | Срібло |
| Кубок світу з боротьби 2017 | Росія  | команда                   | 5      |

### Виступи на інших змаганнях
| Змагання                                           | Збірна | Вагова категорія          | Місце  |
| -------------------------------------------------- | ------ | ------------------------- | ------ |
| Klippan Lady Open 2004                             | Росія  | жіноча боротьба, до 67 кг | Золото |
| Міжнародний меморіал Дейва Шульца 2007             | Росія  | жіноча боротьба, до 72 кг | Срібло |
| Гран-прі «Іван Яригін» 2009                        | Росія  | жіноча боротьба, до 72 кг | Бронза |
| Золотий Гран-прі з боротьби 2010 (Красноярськ)     | Росія  | жіноча боротьба, до 72 кг | 5      |
| Klippan Lady Open 2010                             | Росія  | жіноча боротьба, до 72 кг | 10     |
| Золотий Гран-прі з боротьби 2010 (Кліппан )        | Росія  | жіноча боротьба, до 72 кг | 10     |
| Золотий Гран-прі з боротьби 2011 (Красноярськ)     | Росія  | жіноча боротьба, до 72 кг | Золото |
| Київський Міжнародний турнір з боротьби 2012       | Росія  | жіноча боротьба, до 72 кг | Срібло |
| Гран-прі Іспанії з боротьби 2012                   | Росія  | жіноча боротьба, до 72 кг | 7      |
| Гран-прі «Іван Яригін» 2015                        | Росія  | жіноча боротьба, до 75 кг | 7      |
| Турнір Олександра Медведя 2015                     | Росія  | жіноча боротьба, до 75 кг | Бронза |
| Відкритий чемпіонат Польщі з вільної боротьби 2015 | Росія  | жіноча боротьба, до 75 кг | Бронза |
| Гран-прі «Іван Яригін» 2016                        | Росія  | жіноча боротьба, до 75 кг | Срібло |
| Турнір Олександра Медведя 2016                     | Росія  | жіноча боротьба, до 75 кг | 8      |
| Гран-прі Німеччини з боротьби 2016                 | Росія  | жіноча боротьба, до 75 кг | Бронза |
| Чемпіонат Росії з вільної боротьби 2016            | Росія  | жіноча боротьба, до 75 кг | Срібло |
| Гран-прі Іспанії з боротьби 2016                   | Росія  | жіноча боротьба, до 75 кг | Срібло |
| Кубок Європейських націй з боротьби 2016           | Росія  | команда                   | Золото |
| Золотий Гран-прі з боротьби 2016                   | Росія  | жіноча боротьба, до 75 кг | Бронза |
| Гран-прі «Іван Яригін» 2017                        | Росія  | жіноча боротьба, до 75 кг | Бронза |
| Klippan Lady Open 2017                             | Росія  | жіноча боротьба, до 75 кг | 7      |
| Чемпіонат Росії з вільної боротьби 2017            | Росія  | жіноча боротьба, до 75 кг | Золото |
| Кубок Алроси 2017                                  | Росія  | команда                   | Золото |
| Гран-прі «Іван Яригін» 2018                        | Росія  | жіноча боротьба, до 72 кг | 5      |
| Чемпіонат Росії з вільної боротьби 2018            | Росія  | жіноча боротьба, до 72 кг | Срібло |

### Виступи на змаганнях молодших вікових груп
| Змагання                                       | Збірна | Вагова категорія          | Місце  |
| ---------------------------------------------- | ------ | ------------------------- | ------ |
| Чемпіонат світу з боротьби серед кадетів 1998  | Росія  | жіноча боротьба, до 65 кг | Золото |
| Чемпіонат світу з боротьби серед кадетів 1999  | Росія  | жіноча боротьба, до 65 кг | Золото |
| Чемпіонат Європи з боротьби серед юніорів 1999 | Росія  | жіноча боротьба, до 63 кг | 5      |
| Чемпіонат Європи з боротьби серед юніорів 1999 | Росія  | жіноча боротьба, до 68 кг | Золото |
| Чемпіонат світу з боротьби серед юніорів 1999  | Росія  | жіноча боротьба, до 63 кг | 4      |
| Чемпіонат Європи з боротьби серед юніорів 2002 | Росія  | жіноча боротьба, до 72 кг | Золото |